# Заболотное (Могилёвская область)
Заболотное (бел. Забалотнае) — посёлок в составе Обидовичского сельсовета Быховского района Могилёвской области Республики Беларусь.

## Население
- 2010 год — 6 человек